# Anarquismo en Austria-Hungría
El anarquismo en Austria-Hungría tuvo una importante influencia dentro del movimiento obrero y socialista durante el Imperio Austrohúngaro.
La facción radical del Partido Socialdemócrata de Austria en todo su accionar, menos en su denominación hasta 1884, y las ideas anarquistas penetraron profundamente en los sindicatos que poblaban el Imperio austrohúngaro. De hecho, desde 1880 a 1884, Austria-Hungría poseía el movimiento anarquista más fuerte de Europa, con excepción de Francia e Italia. Fue en esta época también que el altamente influyente intelectual Bohemio Josef Peukert inició la publicación del periódico anarcocomunista Zukunft en Viena.
Sorprendida por la creciente influencia del anarquismo en la sociedad austríaca, la policía comenzó a reprimir vilentamente todas las reuniones de anarquistas y socialistas en 1882. Los anarquistas hicieron frente a la provocación y mataron a algunos miembros de la policía. Finalmente, en enero de 1884, las autoridades quedaron tan desconcertadas por la difusión de la propaganda anarquista y el aumento de los choques violentos entre policías y militantes libertarios que declararon el estado de sitio en Viena, promulgando decretos especiales contra anarquistas y socialistas. El líder anarquista Stellmacher fue asesinado y la mayoría, incluyendo a Peukert, fuvieron que exiliarse en otros países. A partir de entonces, el anarquismo dejó de existir como movimiento y perdió gran parte de su importancia en Austria.